# Барташевич, Мария Викторовна
Мария Викторовна Барташевич (Заневская) (1934, с. Каленики, гмина Лаша, Гродненский повет, Белостокское воеводство, Польша — 2009) — советский передовик производства в сельском хозяйстве. Герой Социалистического Труда (1958).

## Биография
Родилась 29 июня 1934 года в селе Каленики, гмины Лаша, Гродненского повета, Белостокского воеводства.
С 1951 года по окончании средней школы начала работать подменной дояркой птицеводческого совхоза «Свислочь» Гродненского района Гродненской области Белорусской ССР. Вскоре М. В. Барташевич была поставлена на самостоятельный участок работы, была назначена дояркой и получила группу коров.
М. В. Барташевич добилась надоев до 5000 килограмм молока от коровы в год.
18 января 1958 года Указом Президиума Верховного Совета СССР «за выдающиеся успехи, достигнутые в деле развития сельского хозяйства по производству зерна, картофеля, льна, мяса, молока и других продуктов сельского хозяйства, и внедрение в производство достижений науки и передового опыта» Мария Викторовна Заневская была удостоена звания Героя Социалистического Труда с вручением Ордена Ленина и золотой медали «Серп и Молот».
25 декабря 1959 года Указом Президиума Верховного Совета СССР «за отличие в труде» М. В. Барташевич была награждена высшей трудовой медалью — Медалью «За трудовую доблесть». М. В. Барташевич продолжала работать дояркой до 1977 года. С 1977 года до выхода на пенсию М. В. Барташевич работала оператором машинного доения в совхозе «Свислочь».
После выхода на пенсию жила в деревне Свислочь Гродненского района. Умерла 28 июня 2009 года.

## Награды
- Медаль «Серп и Молот» (18.01.1958)
- Орден Ленина (18.01.1958)
- Медаль «За трудовую доблесть» (25.12.1959)
- Медали ВДНХ